# Scotopteryx nasifera
Scotopteryx nasifera är en fjärilsart som beskrevs av W. Warren 1888. Scotopteryx nasifera ingår i släktet backmätare, och familjen mätare. Inga underarter finns listade.